# NGC 1180
NGC 1180 est une galaxie lenticulaire relativement éloignée et située dans la constellation de l'Éridan. NGC 1180 a été découverte par l'astronome américain Francis Leavenworth en 1885.

## Caractéristiques
Sa vitesse par rapport au fond diffus cosmologique est de 9 265 ± 47 km/s, ce qui correspond à une distance de Hubble de 136,7 ± 9,6 Mpc (∼446 millions d'al).
À ce jour, une mesure non basée sur le décalage vers le rouge (redshift) donne une distance d'environ 121,000 Mpc (∼395 millions d'al). Cette valeur est à l'extérieur mais compatible avec les valeurs de la distance de Hubble. Notons cependant que c'est avec la valeur moyenne des mesures indépendantes, lorsqu'elles existent, que la base de données NASA/IPAC calcule le diamètre d'une galaxie et qu'en conséquence le diamètre de NGC 1180 pourrait être d'environ 32,2 kpc (∼105 000 al) si on utilisait la distance de Hubble pour le calculer.

## Paire de galaxies en interaction?
NGC 1180 et NGC 1181 sont à la même distance de nous et occupent la même région du ciel. Ce sont probablement deux galaxies en interaction gravitationnelle, mais ce fait n'est mentionnée dans aucune des sources consultées.